# Garovaglia
Garovaglia là một chi rêu trong họ Pterobryaceae.